# Соколищенська сільська рада
| Соколищенська сільська рада — орган місцевого самоврядування у Старовижівському районі Волинської області з адміністративним центром у с. Соколище. Водоймища на території, підпорядкованій даній раді: озеро Синівське, річка Турія. Сільській раді підпорядковані населені пункти: - с. Соколище - с. Мильці - с. Підсинівка - с. Шкроби |

## Склад ради
Рада складається з 12 депутатів та голови.

### Керівний склад ради
| ПІБ                   | Основні відомості                                                 | Дата обрання | Дата звільнення |
| --------------------- | ----------------------------------------------------------------- | ------------ | --------------- |
| Тищук Марія Федорівна | Сільський голова, 1964 року народження, освіта, позапартійна      | 26.03.2006   | 31.10.2010      |
| Тищук Марія Федорівна | Сільський голова, 1964 року народження, освіта вища, позапартійна | 31.10.2010   |                 |

Примітка: таблиця складена за даними джерела

## Населення
Згідно з переписом УРСР 1989 року чисельність наявного населення сільської ради становила 1099 осіб, з яких 425 чоловіків та 674 жінки.
За переписом населення України 2001 року в сільській раді мешкали 843 особи.

### Мова
Розподіл населення за рідною мовою за даними перепису 2001 року:
| Мова       | Відсоток |
| ---------- | -------- |
| українська | 98,81 %  |
| російська  | 0,95 %   |
| білоруська | 0,12 %   |